# Cliffortia subdura
Cliffortia subdura är en rosväxtart som beskrevs av August Henning Weimarck. Cliffortia subdura ingår i släktet Cliffortia och familjen rosväxter. Inga underarter finns listade i Catalogue of Life.